# Château de Tolsburg
Le château de Tolsburg (en allemand : Tolsburg ; en estonien : Toolse ordulinnus) est le château fort le plus septentrional et le plus récent des châteaux forts livoniens de l’actuelle Estonie. Il se trouve près de la ville de Kunda dans le Viru occidental (l’ancien Wierland occidental). Il s’appelait au début le château de Vredeborch.

## Histoire

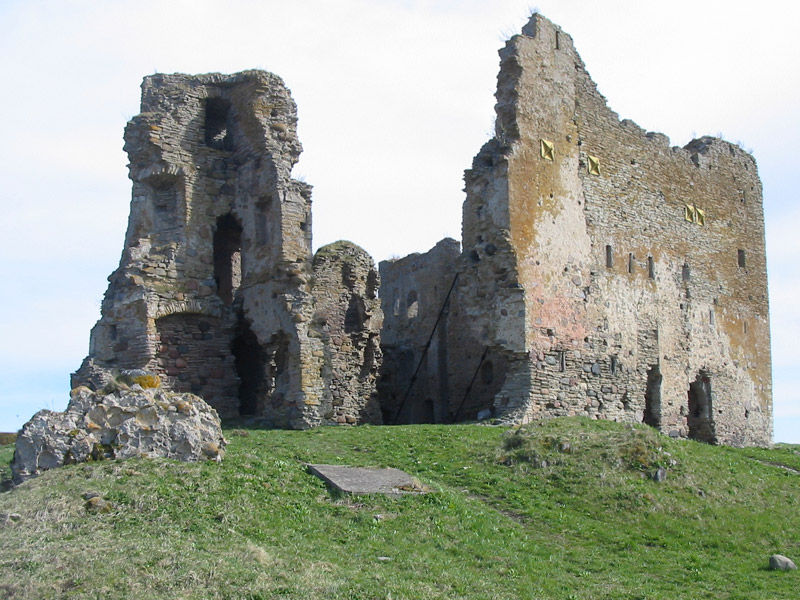
Vue du château de Tolsburg en ruines.

Le château fort est construit en 1471 par le grand-maître de l’Ordre Livonien Johann Wolthus von Herse. Il devait défendre le port de Wesenberg des attaques venues de la mer Baltique. Au départ on construit une forteresse sur trois niveaux avec une tour, puis le château est agrandi à la fin du XVe siècle avec une cour intérieure et une cour extérieure, entourée de remparts de quatorze mètres de haut et de deux mètres d’épaisseur. Une tour d’entrée est construite par la suite, afin de défendre l’angle nord-ouest du château et l’espace clos autour de la forteresse. Devant le mur du fortin principal s’élevait une tour circulaire, construite à l’époque où les remparts sont surélevés et lorsque l’on bâtit deux danskers (de) au nord.
La construction du château fort se poursuit pendant un siècle, mais il est fortement endommagé pendant la guerre de Livonie. Il est mentionné à la paix de Teusina, le 18 mai 1595, lorsque les Russes renoncent à tout droit sur les châteaux et forteresses de Livonie et du Wierland.
Le château de Tolsburg est restauré après la guerre, mais au début du XVIIe siècle il perd sa raison d’être et il tombe en ruines pendant la grande guerre du Nord.

## Source
- (ru) Cet article est partiellement ou en totalité issu de l’article de Wikipédia en russe intitulé « Замок Тоолсе » (voir la liste des auteurs).